# Charytín Goyco
Charytín Goyco (sinh María del Rosario Goico Rodríguez,  sinh ngày 23 tháng 5 năm 1954   ở Santa Lucía ), được biết đến trong làng giải trí một cách đơn giản với tên Charytín, là một ca sĩ gốc Dominican, giám đốc hãng truyền hình và nữ diễn viên.

## Thời niên thiếu
Sinh ra ở Santa Lucía, El Seibo, có cha là người Dominica (người gốc Nga, người Serbia, người Goth, người Pháp và người Tây Ban Nha ), và một người mẹ Tây Ban Nha (mẹ cô là luật sư từ Asturias, Tây Ban Nha thấy mình bị lưu đày trong chế độ của Francisco Franco). Ngay từ nhỏ, mẹ cô đã đưa cô và chị gái sang Tây Ban Nha sau khi chia tay cha. Cô trở về Cộng hòa Dominican sau gần mười năm sống ở nước ngoài, khi cha mẹ cô hòa giải.

## Nghề nghiệp
Charytín chuyển đến Puerto Rico vào những năm 1970, nơi cô gặp chồng mình, diễn viên truyền hình và nhà sản xuất Elin Ortiz. Trong những năm 1970, cô bắt đầu sản xuất một chương trình truyền hình hàng tuần trên WAPA-TV, được phát sóng vào tối Chủ nhật cho đến năm 1985.
Charytín trở thành một siêu sao quốc tế với bài hát Mosquita Muerta của cô, được đặt theo tên một nhân vật cô đóng trong một phần hài của chương trình, trở thành người đứng đầu bảng xếp hạng ở những nơi như México, Venezuela và Argentina.
Năm 1974, cô đại diện cho đất nước của mình, Cộng hòa Dominican trong phiên bản thứ ba của Lễ hội OTI được tổ chức tại Acapulco, México, trong đó cô đã đạt được cho quốc gia của mình vị trí thứ năm với bảy điểm của bảng xếp hạng. Năm 1979, cô và Elin có con trai đầu lòng, Shalim, hiện là ca sĩ và diễn viên đã xuất hiện trên Lizzie McGuire và Heroes.
Năm 1983, Charytín làm một bộ phim bằng tiếng Tây Ban Nha có tên Prohibido Amar en Nueva York với nam diễn viên người Mexico Julio Alemán. (Cấm yêu ở New York). Hai trong số các bài hát trong nhạc phim của bộ phim đó, Tu Vida Es Un Suspenso Hasta El Final & Para Llegar, đã trở thành một bản xếp hạng đầu bảng xếp hạng khác cho Charytín. Năm 1986, cô và Iris Chacón đã diễn xuất cùng nhau, cùng với nam diễn viên người Mexico gốc Mexico Andrés García và ca sĩ bán chạy nhất Puerto Rico, Yolandita Monge, trong một vở opera xà phòng có tên Escandalo. Telenovela này đã không đạt được nhiều thành công và đã bị cắt giảm một nửa bởi các nhà sản xuất. Năm 1988, cô chuyển đến Miami cùng Elin và Shalim, và cuối năm 1989, cô lại mang thai lần nữa, sinh năm 1990 với cặp song sinh, một bé trai (Alexander) và một bé gái (Sharinna) sinh tại Bệnh viện Pavia ở San Juan Puerto Rico.
Trong những năm đầu thập niên 1990, cô đã tận tâm nuôi dạy cặp song sinh của mình, đưa chúng đi theo trong vài chuyến đi mà cô đã làm và một số chuyến đi đến Puerto Rico. Cuối những năm 1990, cô trở lại truyền hình, tổ chức một chương trình cho một mạng lưới mua sắm truyền hình. Năm 1999, cô làm việc cho một số quảng cáo quảng bá các sản phẩm rửa chén Palmolive. 
Năm 2002, cô bắt đầu tổ chức một chương trình tin đồn nổi tiếng, Escándalo TV cùng Marisa del Portillo, Felipe Viel và Lilia Luciano cho TeleFutura.
On ngày 19 tháng 4 năm 2003, Charytín giành Asociación de Cronistas de Espectáculos de Nueva York 's Premio Extraordinario ACE por Distinción y Mérito (ACE giải thưởng đột xuất cho Phân biệt và Merit) tại Lễ trao giải ACE trình bày thường niên thứ 35 của nó.
Cô từng tổ chức một chương trình tin tức giải trí hàng ngày cho Univisión Sister Station TeleFutura. Đây là một chương trình tin đồn / giải trí kéo dài 2 giờ Escándalo TV (trước đây là "Escándalo en el Medio Dia", nhưng sau đó đã thay đổi do một chương trình có tên tương tự được phát sóng ở Mexico bởi Televisa SA) Năm 2007, Hiệp hội phê bình nghệ thuật của Cộng hòa Dominican đã công nhận công việc của cô với giải thưởng Thành tựu trọn đời. Hiện nay cô ấy có một chương trình truyền hình mới "CHaryTÍN" trên Mega TV từ thứ Hai đến thứ Sáu.

## Danh sách đĩa hát

### Album
- Charytín (1974)
- Bailemos El Bimbo (1975)
- Alexandra (1975)
- La Compositora (1976)
- La Dulce Charytín (1977)
- Mosquita Muerta (1978)
- Calor (1979)
- Charytín (1980)
- La Sencillez (1981)
- Canciones de la pelicula Prohibido Amar en Nueva York (1982)
- Se Acabo... (1983)
- Guitarras y Violines (1984)
- Verdades Desnudas (1985)
- De Regreso Al Pasado (1987)
- Por Ese Hombre... (1988)
- Kinh (1992)
- Recuerdos (1995)
- 7 Vidas (2014)